# 晚晴婦女協會
晚晴婦女協會，簡稱晚晴協會（英語：Warm Life），是台灣台北市的一個民間協會，成立宗旨是「聯合關心兩性問題之婦女，相互扶持、培養獨立自主人格，促進平等和諧的兩性社會」也「鼓勵失婚婦女化解狹隘之情感糾結，化小愛為大愛，多關心社會大眾，積極投入社會服務工作」。」消除社會大眾對離婚婦女之歧視。喚起政府及社會大眾重視單親家庭。」

## 歷史
1984年，東吳大學副教授林蕙瑛集結婦女，於台北市成立拉一把協會，讓一些婚變婦女有每月聚會一次的機會，互相打氣，其後在1985年，更名為「晚晴婦女知性協會」。1988年6月22日，作家施寄青等人成立台北市晚晴婦女協會，「晚晴」這個名字取自李商隱五言律詩〈晚晴〉第二句：「天意憐幽草，人間重晚晴。」主要服務家庭不幸的婦女，故成立義務輔導志工、設立專線服務電話，法律諮詢等服務，並因認知法律規範對女性的不平等，進一步進行改革《民法親屬編》的修法運動。1995年，台北市晚晴婦女協會與婦女新知基金會合作「新晴版《民法親屬編》修正草案」。並且對家庭暴力，也提供關心及協助。
1996年，台北市晚晴婦女協會搬至台北市大同區迪化街一段21號8樓。1996年至2000年，台北市政府社會局委託台北市晚晴婦女協會辦理「單親家庭服務中心」。1999年，台北市晚晴婦女協會搬至台北市大安區安和路一段102巷14號B1。2003年，台北市晚晴婦女協會搬至台北市大安區瑞安街135巷4號。2017年，再搬遷至台北市大安區復興南路二段178號3樓。
除了台北市晚晴婦女協會，台灣其他縣市亦有承繼施寄青創會理念，成立「台中晚晴」、「高雄晚晴」。然而，三地晚晴協會並無相互隸屬關係、也並非全國性組織，三個單位之間的會務與財務亦各自獨立，互不相干涉。

## 臺中市晚晴協會
1990年「台中市晚晴婦女協會」成立，原由臺中生命線總幹事成立，初期經歷因主導者之故，致會員流失，直到1997年才逐步成長。臺中晚晴後來隨著越來越多前來尋求協助的個案不再侷限於女性，因而在2019年8月更名為「社團法人臺中市晚晴協會」，拿掉「婦女」二字，不再限於服務女性民眾。

## 高雄市晚晴協會
1990年，台北晚晴撥款於高雄設立專線。隔年，1991年8月高雄晚晴登記成立，初期為黃露惠帶著台北晚晴25萬小額募款南下組織，後由亦有外遇婚變經歷之譚陽接手，日益有成。在1997年，成功督促高雄市政府推出《高雄市單親家庭扶助辦法》。
目前協會理事長為葉麗華，協會內部社工已全數資遣。

### 爭議

#### 社工回捐事件
- 2020年10月21日，黃捷偕高雄市社會工作人員職業工會秘書長郭志南，揭發高雄市晚晴協會近十年來，要求超過20名社工回捐薪資，總計超過百萬元。[7]甚至要求一名社工「自願離職」。曾於晚晴任職的社工表示，剛進協會時被要求每個月捐6,000元到8,000元，稱作「學習費」。[8]時任理事長沈玉玲表示，接任理事長兩年，只是掛名未參與會務[9]，獲知回捐一事後要求協會返還，並於9月5日辭去職務[10]；總督導葉麗華甚至處處針對提出質疑回捐的社工；時任總幹事楊承恩（葉麗華之子）則對回捐問題迴避。[11][12]10月22日，高雄市政府依法裁罰高雄市晚晴婦女協會，並要求應於2021年5月前返還所有薪資。[13]
- 2021年8月6日，高雄市晚晴理事長葉麗華在高雄晚晴粉專上發文表達不滿，寫道：「願拿錢的人都心安理得無內疚之心、送你免費離婚諮詢優惠、你的不幸是我們服務的契機」。此文一出，引起更大爭議。[14]

## 外部連結
- 台北市晚晴婦女協會